# Brian Hord
Brian Howard Hord (ur. 20 czerwca 1934 w Hampstead, zm. 30 sierpnia 2015) – brytyjski polityk i geodeta, poseł do Parlamentu Europejskiego I kadencji.

## Życiorys
Wychowywał się w sierocińcu. Uczył się w Purley High School for Boys, od 16 roku życia pracował w departamencie planowania hrabstwa Middlesex, następnie po ukończeniu Polytechnic-Regent Street przez wiele lat zatrudniony jako geodeta. Od 1957 do 1959 odbywał służbę wojskową w Royal Air Force. Doszedł do stanowisk kierowniczych w firmach geodezyjnych, a w 1975 założył własne przedsiębiorstwo z tej branży.
Działał w Partii Konserwatywnej, w 1974 dwukrotnie z jej ramienia kandydował do Izby Gmin. W 1979 wybrany posłem do Parlamentu Europejskiego. Przystąpił do frakcji Europejscy Demokraci, pełnił funkcję jej whipa, w 1982 był wymieniany jako potencjalny kandydat na lidera. W 1984 nie uzyskał reelekcji. W kolejnych latach kontynuował działalność biznesową, działał też w różnych ciałach zajmujących się m.in. nadzorem nad ochroną zdrowia i transportem kolejowym. Od 1991 do 1995 był dyrektorem generalnym europejskiego stowarzyszenia profesjonalistów branży budowlanej.
Od 1960 był żonaty z Christine Lucas, mieli dwóch synów.

## Odznaczenia
W 1989 odznaczony Orderem Imperium Brytyjskiego III klasy.